# Alain Chabat
Alain Chabat (Orano, 24 novembre 1958) è un regista, attore e produttore cinematografico francese.

## Biografia
Chabat nasce ad Orano, nell'allora Algeria francese, il 24 novembre del 1958 da una famiglia ebraica. Nel 1963, un anno dopo la dichiarazione d'indipendenza dell'Algeria, il piccolo Alain si trasferisce con la famiglia in Francia, dove cresce nel comune di Morsang-sur-Orge. Ha cominciato a lavorare come fumettista e, dal 1980, trova lavoro presso Radio Andorra e France Inter. Mentre lavora a Radio Monte-Carlo incontra Pierre Lescure che gli propone di lavorare insieme a un nuovo canale tv che si chiamerà Canal+.Inizia na nel 1987 come presentatore meteo per poi creare un quatuor di umoristi che si chiamerà "Les nuls". Ha recitato la parte di Napoleone Bonaparte nel film del 2009 Una notte al museo 2 - La fuga. Nel 2019 prende parte al film IoSonoQui.

## Filmografia

### Regista
- La cité de la peur (1994)
- Didier (1997)
- Bricol' Girls (video) (1999)
- Authentiques (video) (2000)
- Asterix & Obelix - Missione Cleopatra (Astérix & Obélix: Mission Cléopâtre) (2002)
- RRRrrrr!!! (2004)
- Marsupilami (2012)
- Christmas & Co. (2017)

### Attore
- Baby Blood, regia di Alain Robak (1990)
- Les Secrets professionnels du Dr Apfelglück, regia di Alessandro Capone, Stéphane Clavier e altri (1991)
- Pizza blob, regia di Nicolas Hourès - cortometraggio (1992)
- Quattro delitti in allegria (La Cité de la peur), regia di Alain Berbérian (1994)
- Parano (1994)
- Fino alla follia (À la folie), regia di Diane Kurys (1994)
- One Night of Hypocrisy, regia di Nicolas Hourès e David Rudrauf - cortometraggio (1994)
- Peccato che sia femmina (Gazon maudit), regia di Josiane Balasko (1995)
- L'insolente (Beaumarchais, l'insolent), regia di Édouard Molinaro (1996)
- Delphine 1, Yvan 0, regia di Dominique Farrugia (1996)
- Toniglandyl, regia di Myriam Isker - cortometraggio TV (1996)
- Didier (1997) - anche regia
- Le cousin, regia di Alain Corneau (1997)
- L'Oeil du cyclone - serie TV, episodio "Ivre mort pour la patrie", regia di Vincent Hachet (1998)
- Trafic d'influence, regia di Dominique Farrugia (1999)
- Mes amis, regia di Michel Hazanavicius (1999)
- La Débandade, regia di Claude Berri (1999)
- Bricol' Girls - documentario (1999)
- Il gusto degli altri (Le Goût des autres), regia di Agnès Jaoui (2000)
- Kitchendales, regia di Chantal Lauby (2000) Uscito in homevideo
- L'Art (délicat) de la séduction, regia di Richard Berry (2001)
- Asterix & Obelix - Missione Cleopatra (Astérix & Obélix: Mission Cléopâtre) (2002) - anche regia
- Restauratec, regia di Nicolas Charlet e Bruno Lavaine - cortometraggio TV (2002)
- Chouchou, regia di Merzak Allouache (2003)
- Una vita nascosta (Laisse tes mains sur mes hanches), regia di Chantal Lauby (2003)
- Pistole nude (Mais qui a tué Pamela Rose ?), regia di Éric Lartigau (2003)
- Perles à rebours, regia di Pierre Excoffier e François Hernandez - cortometraggio (2003)
- Les clefs de bagnole, regia di Laurent Baffie (2003)
- RRRrrrr!!! (2004) - anche regia
- Casablanca Driver, regia di Maurice Barthélémy (2004)
- Ils se marièrent et eurent beaucoup d'enfants, regia di Yvan Attal (2004)
- Papa, regia di Maurice Barthélémy (2005)
- L'arte del sogno (La Science des rêves), regia di Michel Gondry (2006)
- Prestami la tua mano (Prête-moi ta main), regia di Éric Lartigau (2006)
- La Science des rêves - Film B, regia di Michel Gondry (2007)
- Kaamelott - serie TV (2007)
- Garage Babes, regia di Julien Pelgrand (2007) - voce
- Daddy Cool - Non rompere papà (15 ans et demi), regia di François Desagnat e Thomas Sorriaux (2008)
- La Personne aux deux personnes, regia di Nicolas Charlet e Bruno Lavaine (2008)
- Un monde à nous, regia di Frédéric Balekdjian (2008)
- Rien dans les poches, regia di Marion Vernoux - film TV (2008)
- Una notte al museo 2 - La fuga (Night at the Museum: Battle of the Smithsonian), regia di Shawn Levy (2009)
- Trésor, regia di Claude Berri e François Dupeyron (2009)
- Le Siffleur, regia di Philippe Lefebvre (2009)
- Le Grand restaurant, regia di Gérard Pullicino - serie TV, 1 episodio (2011)
- La Guerre des boutons, regia di Yann Samuell (2011)
- Una bugia di troppo (A Thousand Words), regia di Brian Robbins (2012)
- Marsupilami, regia di Alain Chabat (2013)
- Mood Indigo - La schiuma dei giorni (L'Écume des jours), regia di Michel Gondry (2013)
- Réalité, regia di Quentin Dupieux (2014)
- Valerian e la città dei mille pianeti (Valerian and the City of a Thousand Planets), regia di Luc Besson (2017)
- Christmas & Co., regia di Alain Chabat (2017)
- IoSonoQui (#Jesuislà), regia di Éric Lartigau (2019)
- L'amore che non muore (L'Amour ouf), regia di Gilles Lellouche (2024)

## Doppiatori italiani
- Franco Mannella in L'arte del sogno, Una notte al museo 2 - La fuga
- Danilo De Girolamo in Il gusto degli altri
- Guido Sagliocca in Asterix & Obelix - Missione Cleopatra
- Teo Bellia in Prestami la tua mano
- Roberto Pedicini in Marsupilami
- Antonio Palumbo in Mood Indigo - La schiuma dei giorni
- Simone Mori in Valerian e la città dei mille pianeti
- Pasquale Anselmo in IoSonoQui
- Massimo Lodolo in L'amore che non muore